# Hilversumcultuur

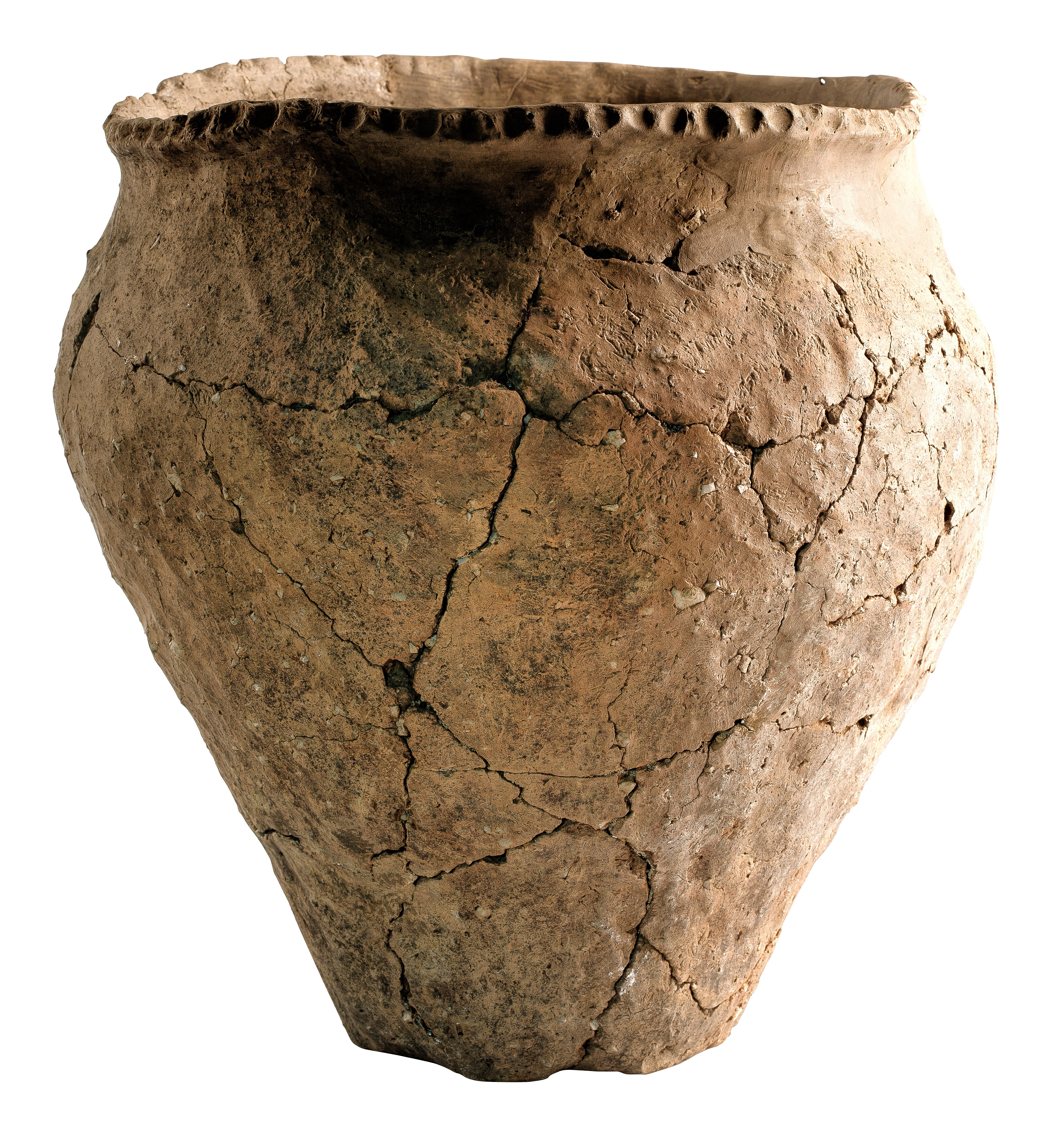
Urne uit de Hilversum-Drakensteintraditie, ca. 1000 v. Chr., Neerharen-Rekem (B) (Gallo-Romeins Museum, Tongeren)

Met de Hilversumcultuur wordt een prehistorische cultuur uit de vroege en midden-bronstijd (1800 - 1200 v.Chr.) aangeduid, naar aanleiding van het aardewerk dat in Hilversum en omgeving is gevonden. Het begrip "Hilversumcultuur" is in de jaren 1950 gedefinieerd door de Nederlandse archeoloog Willem Glasbergen.
De cultuur vertoont overeenkomsten met de Wessexcultuur in Engeland en verspreidde zich over het zuidelijke deelgebied van de wikkeldraadbekercultuur uit de vroege bronstijd. 
Kenmerkend voor de Hilversumcultuur zijn eenvoudige, tonvormige en dikwandige urnen. De versiering bestaat meestal uit vinger- en nagelindrukken op de rand, gecombineerd met afdrukken van touw.
Taalkundig is er een verband voorgesteld met de hypothetische Oud-Belgische taal.